# Vicente Guterres
Vicente da Silva Guterres (ur. 22 stycznia 1955 w Baguia) – timorski polityk, od 2007 do 2012 roku piastujący stanowisko wiceprzewodniczącego oraz od 2012 do 2016 przewodniczącego parlamentu.
W wyniku nieudanego zamachu stanu, dokonanym przez grupkę dezerterów z armii 11 lutego 2008, prezydent José Ramos Horta został ciężko ranny i przebywa na leczeniu w Australii. Guterres objął jego obowiązki (w zastępstwie przebywającego w Portugalii przewodniczącego parlamentu, Fernando de Araujo) i wprowadził dwudniowy stan wyjątkowy.
13 lutego 2008 przewodniczący parlamentu powrócił z Portugalii i przejął obowiązki głowy państwa.